# Powellia macromitrioides
Powellia macromitrioides là một loài rêu trong họ Racopilaceae. Loài này được H. Akiy. mô tả khoa học đầu tiên năm 1990.